# John Huxham

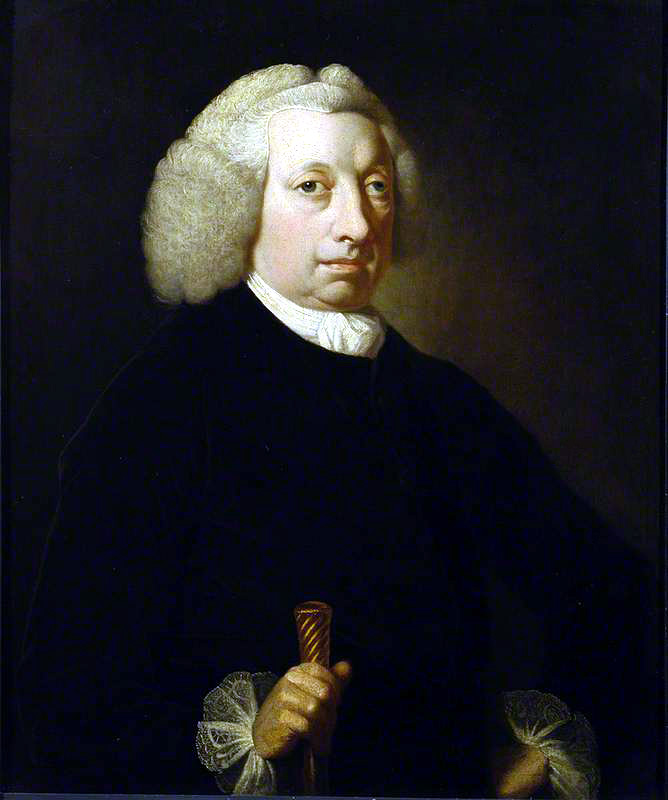
John Huxham

John Huxham (Harberton, nabij Totnes, 1672 - 10 augustus 1768) was een Engels arts en chirurg die zich met name bezighield met verschillende vormen van koorts.
Huxham deed tussen 1724 en 1748 onderzoek naar het verband tussen het weer en epidemieën. Hij publiceerde zijn bevindingen in twee delen onder de titel Observation de aire in 1739 en 1748.
Huxham studeerde aan de Universiteit Leiden en - omdat Leiden te duur voor hem werd - de Universiteit van Reims, waar hij zijn M.D. behaalde. Aan de Universiteit van Oxford en van Cambridge was hij niet welkom omdat hij een dissenter was, een persoon die zich had afgekeerd van de kerk. In Leiden kreeg hij onderwijs van Herman Boerhaave.
Huxham ontving in 1755 de Copley Medal. Hij was getrouwd met Helen Coram.